# Sandra Weeser

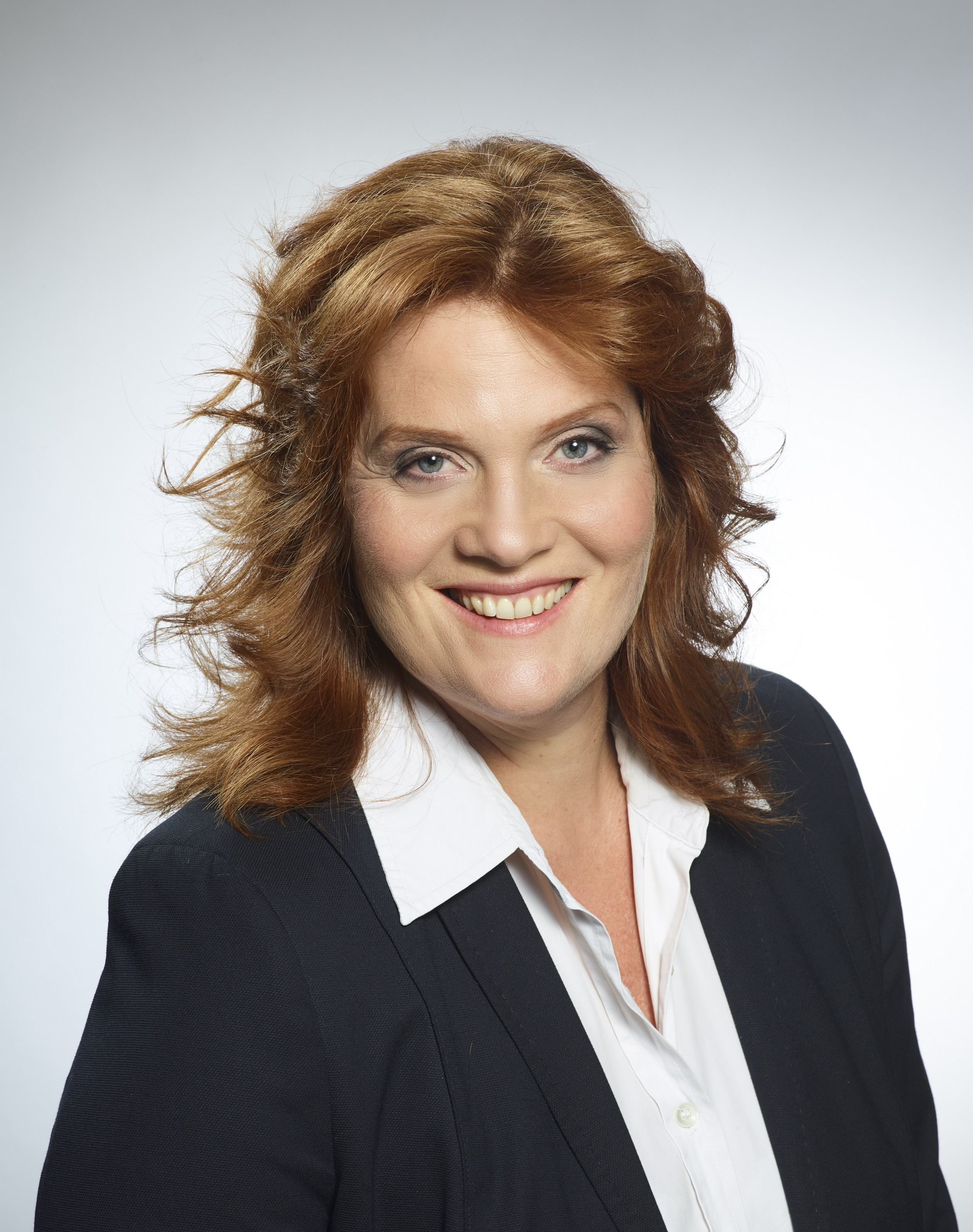
Sandra Weeser (2011)

Sandra Weeser (* 8. September 1969 in Siegen als Sandra Reusch) ist eine deutsch-französische Politikerin (FDP), Betriebswirtin. Sie war von 2017 bis 2025 Mitglied des Deutschen Bundestages.

## Leben und Beruf
Sandra Weeser erwarb einen Abschluss als Betriebswirtin in einer dualen Ausbildung. Sie leitete ab 2004 ein Autohaus und war von 2011 bis 2016 in einem großen US-Konzern tätig. Danach war sie Vizepräsidentin der Struktur- und Genehmigungsdirektion Nord in Koblenz.
Weeser ist verheiratet, evangelisch und hat zwei Kinder. Seit dem 16. Dezember 2019 besitzt sie neben der deutschen auch die französische Staatsbürgerschaft.

## Partei und Politik
Weeser ist seit 2006 Mitglied der FDP. Seit 2013 ist sie eine der zwei stellvertretenden Landesvorsitzenden der FDP Rheinland-Pfalz.
Bei den Bundestagswahlen 2017 kandidierte Weeser im Bundestagswahlkreis Neuwied und auf Platz 2 der Landesliste der FDP Rheinland-Pfalz und wurde über die Liste am 24. September 2017 zur Abgeordneten des 19. Deutschen Bundestags gewählt. Dort war sie ordentliches Mitglied und Obfrau der Fraktion der Freien Demokraten im Ausschuss für Wirtschaft und Energie sowie Berichterstatterin für die Themen Außenwirtschaft, Energiepolitik und Rüstungsexporte. Zudem war Weeser stellvertretendes Mitglied des Auswärtigen Ausschusses.
Weeser ist seit 2018 Bezirksvorsitzende der FDP Koblenz. 2016 nahm sie für die FDP RLP an den Koalitionsverhandlungen der Ampelkoalition in Rheinland-Pfalz teil.
Des Weiteren ist Weeser (Stand 2018) stellvertretende Landesvorsitzende des Liberalen Mittelstands in Rheinland-Pfalz und stellvertretende Vorsitzende der Landesgruppe Südwest der Liberalen Frauen.
Seit 2019 ist sie Mitglied der Deutsch-Französischen Parlamentarischen Versammlung.
Bei der Bundestagswahl 2021 erhielt Weeser erneut ein Mandat über die Landesliste der FDP RLP. Im 20. Bundestag wurde sie zur Vorsitzenden des Bundestagsausschuss für Wohnen, Stadtentwicklung, Bauwesen und Kommunen gewählt.
Zur Bundestagswahl 2025 ist Weeser nicht mehr auf der Landesliste der FDP RLP vertreten. Zuvor scheiterte sie in einer Kampfkandidatur um die Spitzenkandidatur gegen die Bundestagsabgeordnete Carina Konrad mit 84 zu 113 Delegiertenstimmen. Auch für den zweiten Listenplatz konnte sie sich nicht durchsetzen und unterlag David Dietz. Stattdessen tritt sie im Bundestagswahlkreis Neuwied an, wo ihre Chancen auf ein Direktmandat jedoch als äußerst gering eingeschätzt werden.[8]